# Tom Paris
El tinent Thomas Eugene "Tom" Paris és un personatge fictici de la sèrie de televisió de ciència-ficció esetatunidenca Star Trek: Voyager i està interpretat per Robert Duncan McNeill. Paris és el timoner en cap, així com un metge auxiliar temporal, de l'USS Voyager, una nau de la Flota Estel·lar que va quedar encallada al Quadrant Delta] per una entitat alienígena coneguda com el Guardià. Inicialment reclutat per la capitana Kathryn Janeway com a "observador" de la Flota Estel·lar a la primera missió de la Voyager a les Badlands, Paris va ser reincorporat com a oficial de la Flota Estel·lar per Janeway i va assumir el paper de timoner de la Voyager després que el timoner original morís durant el turbulent desplaçament de la nau des del Quadrant Alfa.
El segon nom del personatge, "Eugene", és un homenatge al creador de Star Trek Gene Roddenberry.

## Antecedents
Ell, de tota la tripulació, no està consternat pel cruel destí que els ha tocat: què importa que siguin als extrems de la galàxia? Està pilotant una nau i vivint aventures: això és justament el que vol fer i no li importa gaire on passi. 
Els guionistes tenien previst utilitzar el personatge de Nicholas Locarno com a plantilla per a Tom Paris, un personatge similar anterior interpretat per McNeill a l'episodi de Star Trek: La nova generació "El primer deure". Els guionistes de Voyager van crear un personatge completament nou que compartia molts dels atributs de Locarno. Una de les raons és que els guionistes volien que el personatge fos una història de redempció, i no els agradava la història de fons establerta per a Locarno.
El personatge de Paris té dues històries de fons. La història original, i l'única reconeguda a la pantalla, presentava Paris com una oficial deshonrat i donat de baixa deshonrosament de la Flota Estel·lar per encobrir un error del pilot després d'un accident de transbordador a Caldik Prime. A la seva novel·la publicada, Pathways, la productora de Voyager Jeri Taylor va proporcionar una història alternativa molt més similar a la de Locarno, traslladant l'accident als anys de l'Acadèmia de Paris i convertint els seus companys cadets en víctimes de la seva imprudència.

## Aparicions

### Abans deVoyager
A l'univers fictici de Star Trek, Star Trek: Voyager té lloc entre els anys 2371 i 2378. La major part de la història de Paris té lloc abans de la dècada del 2370.
Tom Paris és fill de l'almirall Owen Paris de la Flota Estel·lar, i la major part de la seva família també prové de la Flota Estel·lar. Seguint la tradició de la seva família, Paris va assistir a l'Acadèmia de la Flota Estel·lar en algun moment de la dècada del 2350 i es va especialitzar en astrofísica.Era un pilot dotat i va obtenir una destinació a l'esquadró d'honor de l'Acadèmia.
La seva relació amb el seu pare no era bona; mentre que en Tom volia unir-se a la Patrulla Naval de la Federació a causa del seu amor pel mar, l'Owen volia que s'allistés a l'Acadèmia de la Flota Estel·lar. L'almirall Paris sovint desaprovava la tendència del seu fill a ficar-se en baralles i els seus càstigs resultants.
Després de graduar-se a l'Acadèmia de la Flota Estel·lar, Paris va ser assignat a l'USS Exeter. Durant el seu mandat inicial a la Flota Estel·lar, Paris va estavellar una llançadora que pilotava prop de Caldik Prime, matant tres altres oficials de la Flota Estel·lar. Per por de perdre la seva comissió, Paris va falsificar registres per ocultar la causa de l'accident. Els seus esforços per encobrir el seu error de pilotatge van tenir èxit, però aclaparat per la culpa i el penediment, va confessar. Va ser jutjat en consell de guerra per les seves accions i donat de baixa deshonrosament de la Flota Estel·lar. Això va causar una gran ruptura entre Paris i el seu pare.
Després de la seva baixa, Paris va deixar San Francisco cap a Marsella, on va començar a passar el temps bevent i jugant al billar a Sandrine's, un bar davant del mar que freqüentava durant els seus dies a l'acadèmia. Allà, Chakotay, un exoficial de la Flota Estel·lar que ara serveix amb els Maquis, el va reclutar per servir com a pilot mercenari per a la Rebel·lió dels Maquis contra la Federació. Aquesta aventura no va anar millor que la seva primera etapa a la Flota Estel·lar, ja que Paris va ser capturat per la Flota Estel·lar mentre pilotava la seva primera missió per als Maquis.
Jutjat i condemnat per traïció per ajudar a la Rebel·lió dels Maquis, Paris va ser condemnat a complir condemna en un assentament penal de la Federació prop d'Auckland, Nova Zelanda.

### Esdeveniments de laVoyager
Mentre compleix condemna, Paris rep la visita de Kathryn Janeway, capitana de la nau estel·lar USS Voyager. La primera missió de la Voyager va ser viatjar a les Badlands i localitzar una nau maquis desapareguda comandada per Chakotay, que també té a bord el cap de seguretat de Janeway, Tuvok, com a espia. Janeway recluta Paris a causa de la seva experiència prèvia treballant amb els Maquis, obtenint la seva alliberació temporal. A canvi, Paris serviria com a informant durant la missió.
Janeway i la tripulació de la "Voyager", mentre busquen la nau Maquis, són llançats al Quadrant Delta per una onada d'energia massiva creada per un alienígena conegut com el Guardià. Un cop allà, localitzen amb èxit la nau Maquis atracada a la matriu del Guardià. Els supervivents de l'incident queden encallats a uns 70.000 anys llum de la Terra. La nau Maquis és destruïda i la seva tripulació s'uneix a la tripulació de la Federació a la "Voyager".
L'abandonament de la "Voyager" al Quadrant Delta proporciona a Paris un nou començament. Janeway atorga a Paris una comissió de camp com a tinent de la Flota Estel·lar i el converteix en el timoner en cap de la "Voyager". Tanmateix, va tenir un començament difícil, ja que tant la Flota Estel·lar com els Maquis veien Paris amb sospita a causa de les seves afiliacions prèvies amb ambdues organitzacions. Paris va treballar dur per guanyar-se el respecte dels seus companys de tripulació. Durant aquest temps, es va fer molt amic de l'alferes Harry Kim, un jove oficial en la seva primera missió que va desafiar els seus companys de tripulació per fer-se amic de Paris. Finalment, Paris és acceptat per la tripulació i es converteix en un dels oficials més valorats de Janeway.
Quan la «Voyager» comença el seu viatge de tornada a casa, Paris és seleccionat involuntàriament per ser metge auxiliar a la «Voyager», ja que anteriorment havia estudiat dos semestres de bioquímica a l'Acadèmia de la Flota Estel·lar..Inicialment s'hi uneix i finalment és substituït per Kes després que ella expressi el desig d'aprendre del Doctor. Més tard, en una missió fora de l'espai, Paris visita el planeta Banea amb Harry Kim per trobar un col·limador de recanvi. Un cop arriba la Voyager per recollir-los, però, descobreixen que Paris està acusat d'assassinar un conegut físic enginyer ancià després de presumptament haver estat enxampat flirtejant amb la dona d'aquest últim. Com a càstig, els baneans imprimeixen els últims moments del científic abans de la seva mort al cervell de Paris, que Paris ha de reviure repetidament, causant lentament danys cerebrals permanents. Tuvok duu a terme la seva pròpia investigació per determinar el veritable culpable i descobreix que Paris havia estat incriminat pels enemics dels baneans i que s'està utilitzant com a missatger, amb els missatges impresos en el record que Paris inicialment pensava que eren lletres i números aleatoris. En descobrir la innocència de Paris, les empremtes s'eliminen.
Durant el segon any de la Voyager al Quadrant Delta, Paris reconfigura una llançadora amb l'ajuda de Kim i l'enginyera en cap B'Elanna Torres i trenca la barrera transcurvatura, aconseguint la curvatura 10 i convertint-se en la primera persona coneguda a fer-ho. Tanmateix, això fa que Paris experimenti un estat accelerat d'evolució que normalment trigaria els humans milions d'anys. Durant aquest temps, Paris segresta Janeway en una llançadora i la porta en un vol de curvatura 10. Més tard, la Voyager troba el duo en un planeta deshabitat i descobreix que han evolucionat fins a convertir-se en éssers semblants als amfibis i que s'han reproduït. El Doctor aconsegueix revertir el procés d'evolució utilitzant tractaments amb antiprotons. Més tard aquell mateix any, Paris també participa en un complot organitzat per Janeway i Tuvok per tal de descobrir un possible traïdor a bord de la Voyager que havia estat proporcionant informació a Seska i als Kazon, un dels enemics de la Voyager. Tanmateix, això afecta negativament les relacions de Paris amb el primer oficial Chakotay, ja que ningú més coneixia el pla, tots enganyats per l'aparent retard i actitud de Paris. La trama aconsegueix enganyar la resta de la tripulació fins al punt que Neelix, creient que Paris deixaria la "Voyager" per sempre, fa un discurs d'homenatge al seu propi programa a bord. Paris més tard aconsegueix pujar a bord d'una nau Kazon i descobrir l'espia. A l'estrena de la temporada 3, "Mínims", Paris recupera la Voyager amb l'ajuda del Doctor, el tripulant Lon Suder, així com diverses naus talaxianes després que la Voyager fos presa pels kazons.
Durant el tercer i quart any de viatge de la Voyager, Paris és acusat de bombardejar un món alienígena juntament amb Kim i és condemnat a presó. Paris resulta greument ferit després de ser apunyalat durant una baralla a la presó. Tot i que la Voyager descobreix i denuncia més tard el veritable autor, a Paris i Kim se'ls nega l'alliberament a causa de les lleis de la societat. Tots dos homes són salvats més tard per Janeway i els altres després d'entrar a la presó.Pel que fa a les relacions, Paris s'acosta més a B'Elanna Torres. En un cas, Torres experimenta símptomes similars als del pon farr vulcanià i, com a resultat, persegueix agressivament Paris. Sabent que Torres estava en un estat delirant, Paris no s'hi relaciona, cosa que fa enfurir aquesta última, ja que coneixia els avenços de Paris. L'any següent, Paris i Torres es troben en una missió a terra que havia anat malament. Mentre la parella sura sense rumb per l'espai amb els seus vestits ambientals, el duo es confessa els seus veritables sentiments. Afortunadament, són salvats per la «Voyager» a temps. Com que la resta de la tripulació desconeix la relació del duo, fan tot el possible per guardar silenci al respecte. Durant aquell any, Paris també torna a ser metge de camp després que Kes deixi la Voyager a "El regal", fent torns regulars a la infermeria.
L'any següent, Paris construeix la seva pròpia llançadora única que anomena Delta Flyer. La construcció de la nau va ser autoritzada per Janeway, ja que la Voyager havia de recuperar una sonda multiespacial que s'havia perdut a l'atmosfera d'un gegant gasós. Paris i el Delta Flyer aconsegueixen recuperar la sonda amb seguretat. Més tard aquell mateix any, Paris és degradat a alferes per Janeway i confinat a la cel·la de la Voyager durant 30 dies després de desobeir ordres directes de no interferir amb una altra societat, anomenada els moneans, que vivien en un planeta on tota la seva superfície estava coberta d'aigua. Paris, que sentia afecte pel mar, s'havia preocupat per la pèrdua gradual d'aigua del planeta. Quan Paris descobreix que les operacions d'extracció d'oxigen dels moneans són les culpables de la pèrdua d'aigua, viatja en el "Delta Flyer" amb un moneà per atacar les refineries d'oxigen perquè puguin ser temporalment fora de funcionament i redissenyades de manera que es redueixi la pèrdua d'aigua. L'atac és frustrat per la "Voyager" a l'últim segon, evitant una catàstrofe massiva. Mentre Paris passa 30 dies al calabós, dicta tota la seva situació al seu dispositiu de visualització d'accés personal en forma d'una carta al seu pare per passar l'estona, i més tard indica a l'ordinador que transmeti la carta al seu pare un cop la «Voyager» estigui a l'abast de la Terra.
Durant els darrers anys de la «Voyager» al Quadrant Delta, Paris és ascendit de nou a tinent júnior al final de la temporada 6 "Unimatrix Zero" després d'un any de servei exemplar. A mesura que la relació de Paris i Torres s'aprofundia, es casen durant una cursa interestel·lar. Més tard aquell mateix any, quan es revela que Torres s'havia quedat embarassada, Paris aconsegueix convèncer Torres perquè van deixar que el seu nadó heretés les característiques klíngons de Torres quan ella no les volia. Quan la Voyager torna al Quadrant Alfa i a la Terra el 2378, Torres dóna a llum a la seva filla i la de Paris, Miral Paris.

### Carrera posterior
Paris apareix breument a Star Trek: Lower Decks a l'episodi de la segona temporada "We'll Always Have Tom Paris", ambientat aproximadament tres anys després del final de Star Trek: Voyager. A Lower Decks, Paris, que en aquell moment ja havia estat ascendit a tinent, havia estat movent-se per diverses naus i llocs de la Flota Estel·lar, fent visites de mans encaixades i parlant de les seves experiències al Quadrant Delta. En un cas, Paris visita l'USS Cerritos, la nau central de la sèrie, per a gran emoció d'un dels personatges principals de la sèrie.

### Aparicions no canòniques
A les novel·les de rellançament no canòniques de la Voyager, escrites per Christie Golden, Paris va ser ascendit dos esglaons de rang, com molts dels membres de la tripulació de la Voyager, i ara és tinent comandant. Serveix com a primer oficial de la Voyager, sota el comandament de l'actual capità Chakotay.
A Star Trek: Voyager – Elite Force, publicada per Activision l'any 2000, Paris apareix al joc com a timoner de la nau.
A Star Trek Online, un joc de rol multijugador massiu en línia desenvolupat per Cryptic Studios, Paris participa com a capità de la Flota Estel·lar a principis del segle XXV. Paris fa la seva primera aparició al joc el 2015, amb McNeill representant Paris i posant-li la veu.

## Personalitat

### Interessos personals
Paris tenia un profund interès per la cultura pop de la Terra del segle XX, sovint utilitzant-la en els seus holoprogrames. Aquest coneixement va ajudar la tripulació durant els incidents de viatge en el temps.
Paris també havia mostrat interès pels cotxes; Estava ben versat en els automòbils del segle XX i fins i tot va crear el seu propi holoprograma on jugava amb cotxes d'aquella època. Aquest interès també es va mostrar quan Voyager va trobar un camió Ford originari del 1936 flotant a l'espai, ja que Paris va poder identificar el model del cotxe i fins i tot l'any d'on provenia. També va programar un holoprograma amb un Chevrolet 1957 perquè el Doctor l'utilitzés quan aquest últim sentís atracció per un pacient vidiià.
Durant la infància de Paris, tenia interès pel mar, així com pels vaixells de guerra; en un cas, el seu pare va renyar Paris per jugar amb maquetes de velers antics en comptes de fer els deures. Aquest interès va impulsar més tard a Paris a fer tot el possible per salvar el planeta dels moneans, que estava completament basat en aigua, ja que estava perdent aigua a causa de les operacions d'extracció d'oxigen de la societat.
Mentre servia a la Voyager, Paris també va cultivar un talent amagat durant molt de temps per a la holoprogramació, ideant diversos programes per a l'entreteniment dels seus companys de tripulació. Els seus programes més populars van incloure una recreació del bar de Sandrine, una ciutat irlandesa anomenada Fair Haven, i una sèrie de pel·lícules de ciència-ficció dels anys 30 titulada Captain Proton.

### Relacions
De vegades es retratava a Paris com si sentís ressentit envers el seu pare, Owen Paris, a causa de les paraules i accions d'aquest últim, que feien que Paris se sentís incomprès i aïllat durant els seus anys de infància. La seva relació va millorar substancialment al llarg de la sèrie, gràcies a la voluntat de la capitana Janeway d'oferir-li la redempció, i més tard a causa de la seva relació amb B'Elanna Torres.
Es va fer bon amic de Harry Kim des del principi i de vegades es va mostrar protector en la ingenuïtat habitual d'en Harry. A "El Guardià", rescata l'alferes de Quark, un ferengi manipulador. Kim més tard fa amistat amb Paris. El vincle entre tots dos homes es va enfortir després que Kim protegís Paris mentre estaven empresonats en un complex penitenciari, tot i que aquest últim va destruir una de les eines de Kim mentre estava en un estat delirant.
Paris també tenia en alta estima la capitana Janeway. Quan va reclutar Paris per unir-se a la "Voyager" en la seva primera missió, va ser portat fatídicament al quadrant Delta. Això va fer que Paris sentís que li havien donat una segona oportunitat a la vida i li estava agraït per això. En un cas on tots els membres de la tripulació es van veure obligats a abandonar la nau mentre la «Voyager» es preparava per autodestruir-se per destruir un míssil que havia impactat contra un planeta habitat, Paris va agrair a Janeway tot el que havia fet abans que ell deixés la nau en una càpsula d'escapament mentre Janeway es quedava per supervisar la seqüència d'autodestrucció.
Un membre de la tripulació amb qui Paris inicialment va tenir una relació una mica difícil va ser Chakotay a causa de la seva història als Maquis. Paris també va expressar la seva aversió pel lideratge de Chakotay, ja que considerava que Chakotay no era flexible pel que fa als protocols de la Flota Estel·lar, insistint que havia ignorat la majoria dels suggeriments i opinions dels altres oficials. Aquestes tensions fins i tot van augmentar fins al punt que Paris va haver de ser empès a la presó després d'empènyer Chakotay a terra. Tanmateix, més tard es va revelar que totes aquestes tensions eren una estratagema en un complot per exposar un traïdor a la Voyager, tot i que Chakotay no ho sabia. Afortunadament, durant el viatge de set anys de la Voyager a casa, Paris i Chakotay es van reconciliar (en part perquè Paris s'havia guanyat la confiança de Chakotay) i es van fer bons amics.
Inicialment, Paris i Neelix també sovint tenien conflictes personals a causa de les freqüents confraternitzacions del primer amb Kes, que era la xicota de Neelix. La Neelix sentia gelosia de Paris, ja que aquesta última havia regalat a la Kes un medalló especial pel seu aniversari.Més tard van resoldre les seves diferències després de cuidar junts d'un nadó alienígena mentre eren en una missió a terra. Quan Paris semblava que abandonava la nau a l'episodi "Investigacions", es va demostrar que Neelix estava molt preocupat per Paris. Quan més tard va descobrir que Paris formava part d'un complot per exposar un espia a bord de la Voyager, es va oferir voluntari per participar en el complot per fer tornar Paris sa i estalvi. Quan es va anunciar el nadó de Torres durant l'últim any de la Voyager al quadrant, Paris inicialment havia pensat que Neelix seria el padrí del nen, tot i que Neelix va haver de donar el paper al Doctor, ja que el primer ja tenia una fillola Naomi Wildman.

## Recepció
Wired va classificar Paris com el 26è personatge més important de la Flota Estel·lar el 2016, mentre que Comic Book Resources va classificar Paris com el 19è millor personatge de la Flota Estel·lar el 2018.
El 2020, ScreenRant va classificar B'Elanna Torres i Paris com la 3a millor parella romàntica de tot Star Trek. El 2021, també van considerar que l'arc argumental de Paris era interessant ja que comença en llibertat condicional des de la presó de la Flota Estel·lar, però després torna a tenir una bona reputació al llarg de les seves aventures a la sèrie.